# Mavericks – Ahol a hullámok születnek
A Mavericks – Ahol a hullámok születnek (eredeti címe: Chasing Mavericks) 2012-es amerikai életrajzi filmdráma, amelyet Curtis Hanson és Michael Apted rendeztek. A film Jay Moriarity szörfös (Jonny Weston) életéről szól. További főszereplők: Gerard Butler, Elisabeth Shue, Abigail Spencer és Leven Rambin.
Ez volt Hanson utolsó filmrendezése. A filmet 2012. október 26-án mutatták be az Egyesült Államokban.

## Cselekmény
Jay Moriarity, a fiatal szörfös megpróbálja meglovagolni a Mavericks nevű hullámot, amely a világ egyik legnagyobb hulláma. Ehhez igénybe veszi egy helyi szörfös legenda segítségét is.

## Szereplők
| Szerep                  | Színész                 | Magyar hangja (1. szinkron)       |
| ----------------------- | ----------------------- | --------------------------------- |
| Richard „Frosty” Hesson | Gerard Butler           | Széles László                     |
| Jay Moriarity           | Jonny Weston            | Baráth István                     |
| Kristy Moriarity        | Elisabeth Shue          | Zakariás Éva                      |
| Brenda Hesson           | Abigail Spencer         | Zsigmond Tamara                   |
| Kim Moriarity           | Leven Rambin            | Bogdányi Titanilla                |
| Magnificent 1           | Greg Long               | N/A                               |
| Magnificent 2           | Peter Mel               | N/A                               |
| Magnificent 3           | Zach Wormhoudt          | N/A                               |
| Blond                   | Devin Crittenden        | N/A                               |
| Sonny                   | Taylor Handley          | N/A                               |
| Jay (fiatalon)          | Cooper Timberline       | N/A                               |
| Sonny (fiatalon)        | Keegan Boos             | N/A                               |
| Blond (fiatalon)        | Gary Griffis            | N/A                               |
| Kim (fiatalon)          | Harley Graham           | N/A                               |
| Gordy                   | Scott Eastwood          | N/A, nem szerepelnek a stáblistán |
| Alexander               | Colter Sanders          | N/A, nem szerepelnek a stáblistán |
| Csecsemő Lake Hesson    | Patrick és Asher Tesler | N/A, nem szerepelnek a stáblistán |

## Háttér
A filmet 2011 októberében forgatták Santa Cruz-ban és Half Moon Bay-ben.

## Filmzene
A filmzenei album 2012. október 22.-én jelent meg a Relativity Music Group gondozásában. Az albumon olyan együttesek hallhatóak, mint a Sponge, a Cornershop, a Mazzy Star, a Dinosaur Jr. és a The Lemonheads.

## Fogadtatás
A film megosztotta a kritikusokat. A Rotten Tomatoes oldalán 32%-ot ért el 81 kritika alapján, és 4.90 pontot szerzett a tízből. A Metacritic honlapján 45 pontot szerzett a százból, 27 kritika alapján. A CinemaScore oldalán átlagos minősítést kapott.
Ugyanakkor Roger Ebert pozitív kritikát közölt a filmről.

## Könyv
2012 októberében megjelent a Making Mavericks című életrajzi könyv, amelyet a Zola Books adott ki.